# Animeconventie

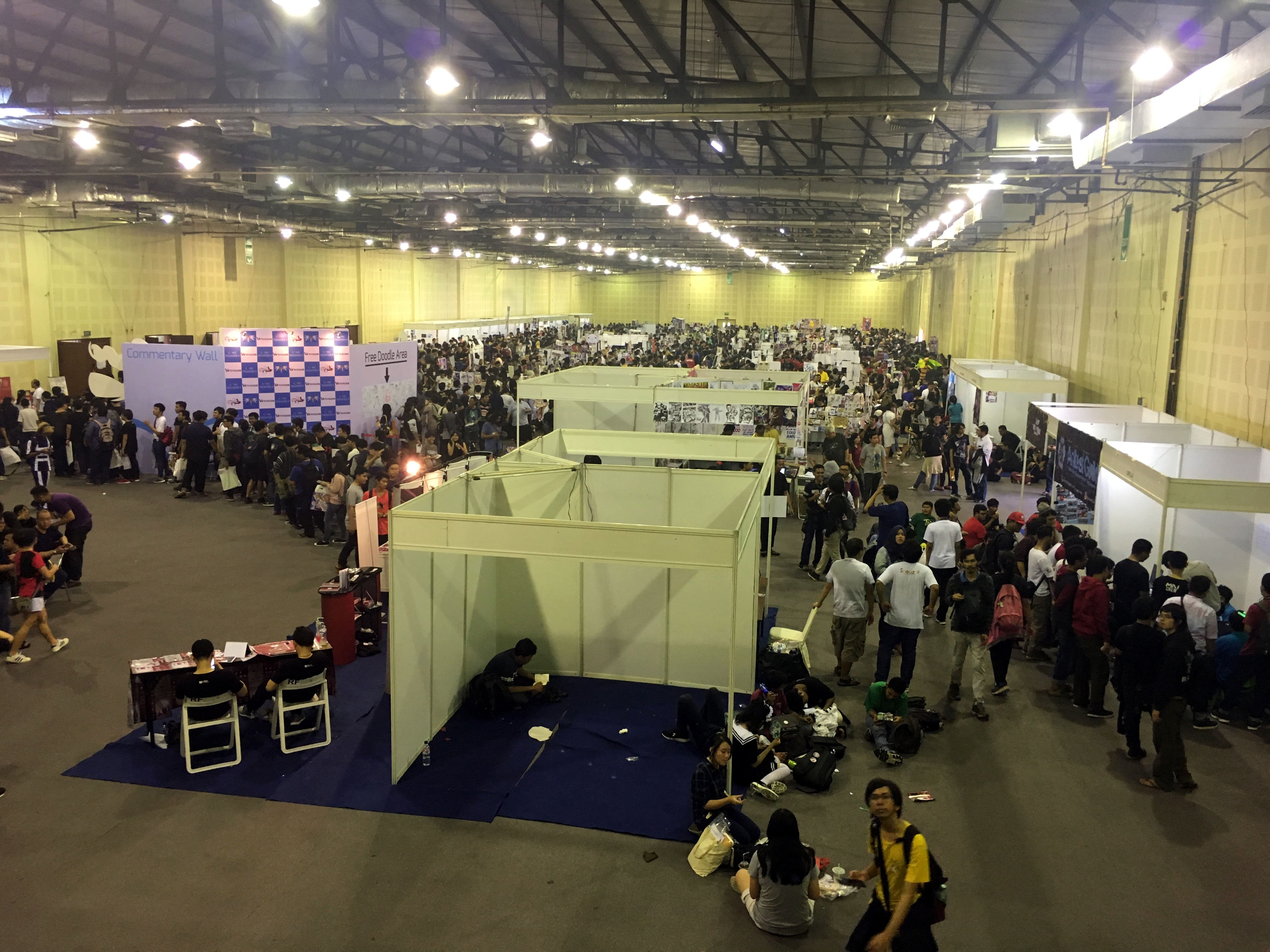
Comic Frontier, een animeconventie in Jakarta, Indonesië

Een animeconventie is een bijeenkomst waar liefhebbers van Japanse animatie en strips bijeenkomen op een locatie waar verschillende evenementen zijn georganiseerd gerelateerd aan anime (Japans kort voor "animation") en manga (Japanse strips).
De grootste echte animeconventie is de AnimeExpo in de Verenigde Staten (Anaheim, Californië), met zo'n 80000 bezoekers in 3 dagen. Velen denken dat de Comiket in Tokio, Japan, de grootste animeconventie is (met bijna een half miljoen bezoekers in 3 dagen) maar de Comiket is eigenlijk een dojinshi-cirkel-bijeenkomst (Comiket is een verbastering van "Comic Market").

## Geschiedenis in Nederland
Nederland heeft relatief weinig en qua bezoekersaantallen kleine animeconventies. De eerste Nederlandse conventie was de Famicon in Papendrecht, waar in 1995 32 mensen op af kwamen. In 1999 begon in Rotterdam de eerste animeconventie die een beetje lijkt op de animeconventies in Nederland op dit moment. De Anime '99-conventie (de eerste keer dat de 'AnimeCon' in Nederland werd georganiseerd) trok 208 bezoekers, en had buitenlandse gastbezoeken van onder andere studiomedewerkers uit Japan. De AnimeCon heeft vanaf 1999 elk jaar plaatsgevonden. De meest recente editie (2019) haalde rond de 25.000 bezoekers.
In 2003 begon de Abunai!-conventie in Enschede op de campus van de Universiteit Twente met 180 bezoekers. In 2010 voor het eerst gevestigd in Veldhoven in het NH-Koningshofhotel. Met meer dan 4500 bezoekers is Abunai! op dit moment de een na grootste Animeconventie van Nederland.
In 2007 werd Chibicon opgezet, de derde Nederlandse conventie, met 600 verkochte kaarten. Chibicon duurde één dag, waar AnimeCon en Abunai! drie dagen duren. De editie van Chibicon in 2010 werd ook gelijk de laatste. Dit wegens meningsverschillen in de organisatie.
De laatste 5 jaar zijn er ongeveer 6 jaarlijkse conventies bij gekomen. Tsunacon was een jaarlijkse eendaagse conventie die sinds 2009 bestaat en inmiddels per jaar meer dan 2000 bezoekers trekt. Na de editie van 2016 kondigde Tsunacon aan dat in 2017 geen evenement zou plaatsvinden, exact een jaar later kondigde de organisatie aan dat Tsunacon op zou houden te bestaan. Nishicon is een driedaagse conventie in november die in 2016 haar zesde editie vierde en meestal tussen de 1500 en 2500 unieke bezoekers heeft. MGC experience is een conventie welke tevens vijf jaar bestaat en ongeveer 1500 bezoekers had op de 2015-editie. Tomocon is drie jaar oud en groeiend in populariteit, en heeft in 2016 haar eerste twee-daagse editie gehad in Oss. Er zijn ook nog de kleine(re) conventies zoals YaYcon (yaoi- en yuricon). De laatste is gericht specifiek op fans van yaoi en yuri , anime en manga over homoseksuele respectievelijk lesbische karakters en hun relaties en/of seksleven. Deze laatste conventie trok altijd echter maar rond de 300 tot 500 bezoekers. In 2016 was er geen editie van YaYcon, maar de organisatie heeft medio 2016 aangekondigd in 2017 opnieuw een evenement te organiseren.

## Evenementen
Tijdens een animeconventie zijn vaak meerdere dingen te doen. In Nederland gaan animeconventies vaak niet alleen over anime en manga, maar wordt er ook aandacht besteed aan de Japanse cultuur.

## Internationaal karakter
Nederlandse conventies zijn over het algemeen internationaal gericht. Dit houdt in dat de voertaal tijdens evenementen vaak Engels is. Ook zijn de meeste anime die worden vertoond Engels ondertiteld, omdat dichtbijgelegen landen (Duitsland, België en Frankrijk) vaak ook in redelijke aantallen vertegenwoordigd zijn op Nederlandse conventies. Anime en manga zijn met name in Duitsland en Frankrijk een stuk populairder.

## Jaarlijkse conventies in Nederland
- Abunai!, in Veldhoven (2008-heden)
- AnimeCon, in Den Haag (2013-2018)
- AnimeCon, verplaatst van Den Haag naar De Broodfabriek in Rijswijk (2022-heden)
- AnimeCon, in Rotterdam (1999-heden)
- AnimeCon Classic, in Almelo (2022-heden)
- Chibicon, in Houten (2007-2010)
- Tsunacon, in Rotterdam (2009-2016)
- Nishicon, in Almelo (2011-heden)
- Tomocon, in Oss (2014-heden)
- MGC Experience, in Amsterdam (voorheen in Nieuwegein) (na 2018 editie gestopt)
- Moshi Moshi, in Amsterdam
- Heroes Made in Asia in Gorinchem (2021-heden)
- Tomofair (meerdere keren per jaar, verspreid over het gehele land)

## Jaarlijkse conventies in België
- F.A.C.T.S., in Gent (1993-heden)
- Made in Asia in Brussels Expo (2008-heden)
- Atsusacon in I.C.C. Gent (2011-heden)
- Japan Con in Park Loods Noord te Antwerpen (eerste editie), Thurn & Taxis (vanaf tweede editie) (2018-heden)
- Japan Expo Belgium in Thurn & Taxis, Brussel (2010-2013)
- Funiversum in Salon Georges, Leuven (2007-2008)
- Animansion in Kasteel Karreveld, Sint-Jans-Molenbeek (2008-2009)